# 토고의 경제
토고의 경제는 크게 고전했다. 국제 통화 기금(IMF)은 정치적 불안정, 낮은 상품 가격, 그리고 외채로 인해 개발이 저조한 토고는 세계에서 10번째로 가난한 나라로 순위를 매긴다. 산업과 서비스가 제 역할을 하는 반면 경제는 생계형 농업에 의존하고 있으며 산업화와 지역 은행들은 큰 어려움을 겪고 있다.
2017년 1월, IMF는 3년 만기 2억 3,800만 달러 대출 패키지로 구성된 확장 신용 대출 약정에 서명했다. 진보는 민영화, 정부 재정 운영의 투명성 증대, 입법부 선거로의 진전, 그리고 외국인 기부자들의 지속적인 지원에 달려 있다.

## 농업
토고 인구의 대다수는 생계형 농업에 의존한다. 그곳의 농산물은 커피, 코코아, 면화, 마, 카사바(타피오카), 옥수수, 콩, 쌀, 진주조, 수수 및 생선과 같은 가축들을 포함한다. 식량과 현금 작물 생산은 노동력의 대부분을 고용하고 있으며 국내총생산(GDP)에 약 42%를 기여하고 있다. 커피와 코코아는 전통적으로 수출을 위한 주요 현금 작물이지만 면화 재배는 1990년대에 급격히 증가하여 1999년에 173,000 미터 톤이 생산되었다.
2001년 흉작(113,000 미터톤) 이후 2002년 현금작물 생산량이 168,000 미터톤으로 반등했다. 일부 지역에서는 강수량이 부족하지만, 토고 정부는 옥수수, 카사바, 마, 수수, 진주조, 그리고 땅콩 등 식량 작물의 자급자족 목표를 달성했다. 중소형 농장들은 대부분의 식량을 생산한다. 평균 농장 크기는 1~3헥타르이다.

## 산업

### 광업
산업 분야에서 인산염은 토고의 가장 중요한 상품이며 토고의 인산염 매장량은 6천만 미터 톤으로 추산된다. 1997년의 최고치였던 270만 톤 생산은 2002년에는 약 110만 톤으로 감소했다. 생산량의 감소는 부분적으로 쉽게 구할 수 있는 예금의 고갈과 새로운 투자를 위한 자금 부족의 결과이다. 과거 국영기업이었던 소시에테 누벨 데 포스파테스 두 토고(Société Nouvelle des Phosphates du Togo)는 2001년 인수한 민간 경영의 혜택을 받은 것으로 보인다. 토고는 또한 상당한 석회암과 대리석 퇴적물이 있다.
1970년대 중반의 원자재 붐에 고무되어 인산염 가격이 4배 인상되고 정부 수입이 급격히 증가하자 토고는 제조, 섬유 및 음료에 대한 산업화와 국영 기업의 발전을 추구하면서 인프라에 대한 대규모 투자라는 지나치게 야심찬 프로그램에 착수했다. 하지만, 세계 물가의 하락에 뒤이어, 토고 경제는 재정 불균형, 과도한 차입, 그리고 채산이 맞지 않는 국영기업들로 인해 부담을 갖게 되었다.

### 기타
토고 자체는 원유를 생산하지 않지만, 토고 삼각지대라고 불리는 나이저강 삼각주 근해의 불법 도난 석유 시장의 명칭이다.

## 국제통화기금
토고는 1979년 IMF에 지원을 요청하였고, 동시에 일련의 IMF 대기 프로그램, 세계은행 대출, 파리 클럽 부채 재조정 등의 도움을 받아 엄격한 조정 노력을 시행하였다. 이러한 프로그램 하에서, 토고 정부는 국영기업과 농촌 개발 부문을 위한 일련의 긴축 정책과 주요 구조조정 목표를 도입했다. 이러한 개혁은 대부분의 국가 독점을 없애고, 세금과 관세를 단순화하며, 공공 고용을 줄이고, 주요 공기업을 민영화하기 위한 것이었다. 토고는 1980년대 후반 국제 금융 기관의 계획으로 좋은 진전을 보였지만 1990년 정치적 불안정의 시작과 함께 개혁 운동은 끝이 났다. 새로운 선출된 정부와 함께 토고는 1994년 세계은행과 IMF와 3년 간의 새로운 프로그램을 협상했다.

## 오픈 마켓
무역은 토고 경제에 매우 중요하다. 수출과 수입의 총 가치는 GDP의 105%와 같다. 평균 적용 관세율은 11.4%다. 비관세 장벽은 어떤 무역을 방해한다. 외국인 투자에 대한 정부의 개방성은 평균 이상이다. 자본거래는 일부 통제나 정부의 승인을 받아야 한다. 진화하는 은행 시스템은 계속 확대되고 있지만 유동성은 부족하다.

## 같이 보기
- 아프리카의 경제
- 가나의 경제
- 토고
- 유엔 아프리카 경제 위원회